# Cantó de Montigny-le-Bretonneux
El cantó de Montigny-le-Bretonneux és un cantó francès del departament d'Yvelines, situat al districte de Versalles. Té 2 municipis i el cap és Montigny-le-Bretonneux.

## Municipis
- Guyancourt
- Montigny-le-Bretonneux

## Història
| Data d'elecció                           | Identitat        | Partit  | Qualitat |
| ---------------------------------------- | ---------------- | ------- | -------- |
| 1991-1994                                | Nicolas About    | UDF-PSD |          |
| 1994-2008                                | Roland Nadaus    | PS      |          |
| 2008-                                    | François Deligné | PS      |          |
| les dades anteriors no són pas conegudes |                  |         |          |
|                                          |                  |         |          |

## Demografia
| A partir de 1990: Població sense dobles comptes |